# Jais Nielsen
Johannes "Jais" Knud Ove Nielsen, född 23 april 1885, död 8 november 1961, var en dansk målare och keramiker.

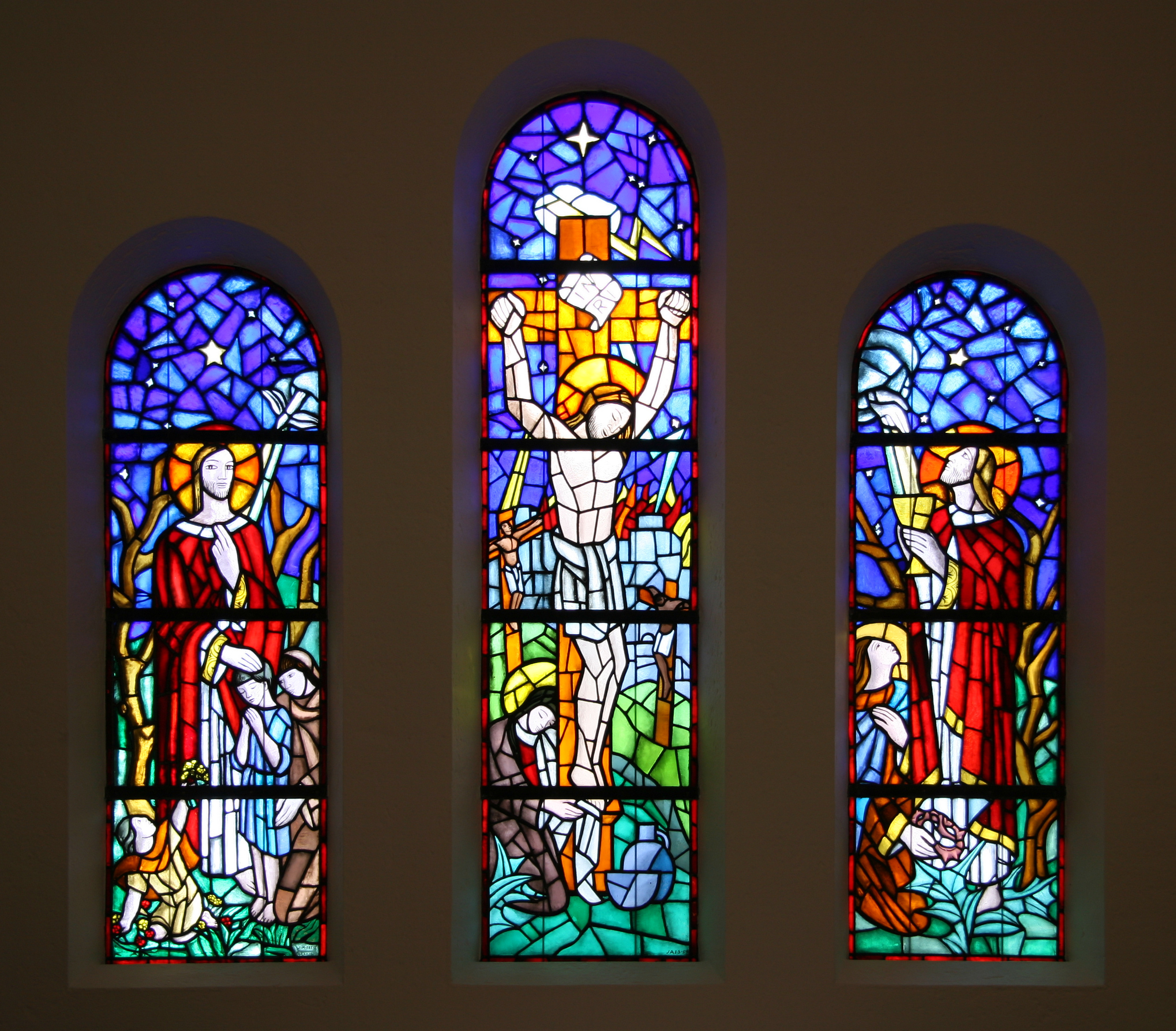
Glasmosaik i Flintholm kyrka, Köpenhamn.

## Biografi
Nielsen var medlem av Den Frie Udstilling. Han fick mindre betydelse genom sitt av Karl Isakson påverkade modernt breda måleri än genom sin keramik. Under 1910-talet tillhörde han det danska avantgardet och framträdde med ett formsträngt, lätt kubistiskt måleri, som från 1920-talet fick en mer målerisk karaktär.
Genom sin keramik, där han med framgång blandade element från det gamla Egypten och Kina, fick Nielsen 1920 anställning på Den Kongelige Porcelænsfabrik. Han övergick då från det rikt bemålade lergodset till det vanligen monokroma starkeldsgodset och skapade en rad arbeten av materialpräglad, primitiv mus i formen och med en personlig humor i greppet på bibliska motiv. Enastående genom sin storlek och sin formgiva är Krukmakaren, med turkosblå glasyr (1925, Designmuseum Danmark, Köpenhamn) och han är representerad vid bland annat Göteborgs konstmuseum och Nationalmuseumi Stockholm.

## Utmärkelser
- Eckersbergmedaljen,  1929[12]
- Dannebrogsmännens hederstecken,  1947[8]
- Thorvaldsenmedaljen,  1948[12]
- Kommendör av Dannebrogorden,  1956[8]

[Redigera Wikidata]